# AS-28
La AS-28 era una vía de comunicación que pertenecía a la Red Comarcal de Carreteras del Principado de Asturias. Tenía una longitud de 14,4 km y unía la localidad de Grandas de Salime y el Puerto del Acebo. Discurría por el concejo de Grandas de Salime. En el año 2008 empezó la rehabilitación de toda la carretera, ya que presentaba poca anchura de la calzada, visibilidad reducida en curvas y mal estado del firme. 
Durante todo su recorrido, discurre por las localidades grandalesas de La Farrapa, Cerejeira, San Julián, Padraira, Gestoselo, Peñafuente y Bustelo del Camín para llegar al Puerto del Acebo, donde limita con Galicia. 

## Denominaciones antiguas
Antes de que se publicase en el Boletín Oficial del Principado de Asturias el Catálogo de Carreteras de 1989, la AS-28 estaba formada por 1 carretera comarcal del Plan Peña de 1939:
- C-630 Pravia - Lugo (Tramo Grandas de Salime - Puerto del Acebo)
Además, cabe decir que en todo el recorrido de esta carretera se puede encontrar un antiguo hito kilométrico perteneciente a la antigua carretera comarcal C-630. Este hito kilométrico es el 8 y se puede encontrar en una vivienda al lado de la propia carretera en el pueblo de Gestoselo.

## Denominaciones actuales
Cuando se publicó en el Boletín Oficial del Principado de Asturias el Nuevo Catálogo de Carreteras de Asturias del año 2017, la AS-28 dejó de existir para formar parte de la AS-12.